# Lettera dei Sei
La Lettera dei Sei (rumeno: Scrisoarea celor șase) è stata una lettera aperta firmata l'11 marzo 1989 da Silviu Brucan, insieme ad altri cinque dissidenti comunisti rumeni (Gheorghe Apostol, Alexandru Bârlădeanu, Grigore Răceanu, Corneliu Mănescu e Constantin Pârvulescu).
Questa fu diffusa nei paesi occidentali e rappresentò uno dei più importanti documenti di dissenso interno al Partito Comunista Rumeno contro la dittatura di Nicolae Ceaușescu che, nove mesi dopo la pubblicazione della lettera, fu travolta dalla rivoluzione del dicembre 1989.

## Contesto ed elaborazione della lettera

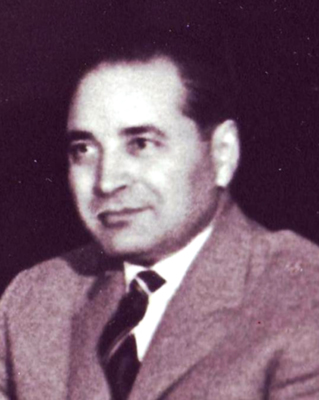
Gheorghe Apostol

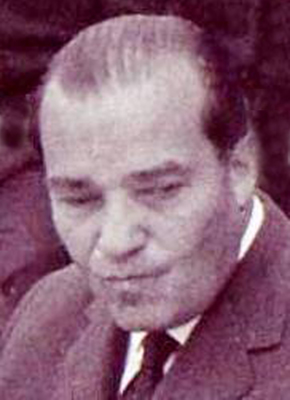
Alexandru Bârlădeanu

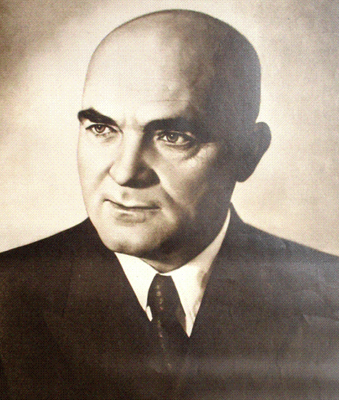
Constantin Pîrvulescu

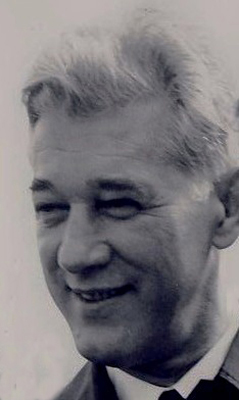
Corneliu Mănescu

A partire dalla metà degli anni '80 il regime di Nicolae Ceaușescu introdusse misure per il razionamento delle risorse energetiche e dei generi alimentari, riducendo di fatto la speranza di vita degli abitanti del paese. Inseguendo il sogno dell'autarchia industriale, il paese contrasse debiti con le banche occidentali (nel 1981 il Fondo Monetario Internazionale accordò un prestito di 11,4 miliardi di dollari), facendo crescere a dismisura il debito estero. Per ripagare in parte tali costi e continuare a finanziare l'industria, il regime introdusse delle politiche di austerità che alimentarono il disagio sociale ed economico. Sul finire degli anni '80 il malessere sfociò anche a livello di partito.
Sei politici iniziarono a incontrarsi per elaborare un documento di protesta. Si trattava di Gheorghe Apostol (ex membro del Comitato Centrale del PCR), Alexandru Bârlădeanu (ex membro del Comitato Centrale del PCR e presidente del comitato di pianificazione), Corneliu Mănescu (ex ministro degli esteri), Constantin Pîrvulescu (membro fondatore del PCR), Grigore Răceanu (veterano del PCR) e Silviu Brucan (ex direttore di Scînteia). Gli incontri avvenivano segretamente nei parchi di Bucarest, in modo da evitare l'intercettazione da parte della polizia politica del regime, la Securitate. In ogni caso i sei erano sorvegliati e mantenevano i contatti con agenti e diplomatici dei servizi segreti di URSS, Stati Uniti e Regno Unito. L'iniziativa venne da Brucan, che discusse il piano prima con Apostol e poi con Bârlădeanu.
Dopo i primi contatti preliminari, Brucan fece visita alle ambasciate di Stati Uniti e Regno Unito a Bucarest. Eccezionalmente, la Securitate gli permise anche di effettuare un viaggio negli Stati Uniti nel giugno del 1988. Il Dipartimento di Stato si rivelò entusiasta della lettera, ma consigliò a Brucan di pubblicarla solamente una volta ritornato in patria, onde evitare di rimanere in esilio forzato. Seguì un viaggio nel Regno Unito, dove tenne una serie di conferenze a Oxford, alla Royal Military Academy di Sandhurst, ed ebbe incontri con elementi del Foreign Office britannico. Dopodiché partì per Mosca, incontrando il segretario generale del Partito Comunista dell'Unione Sovietica Michail Gorbačëv (secondo altre fonti si vide con Aleksandr Nikolaevič Jakovlev, membro del Politburo), che lo rassicurò che non sarebbe intervenuto nel caso in cui Nicolae Ceaușescu avesse osteggiato la lettera.
Bârlădeanu, in un secondo momento, contestò il racconto di Brucan, additandolo come traditore, poiché era autonomamente entrato in contatto con l'ambasciata statunitense senza avvertire gli altri firmatari coinvolti.

## Il contenuto della lettera
Indirizzata al presidente Nicolae Ceaușescu, la lettera attaccava da una prospettiva socialista le politiche del dittatore. La lettera reclamava l'umanesimo supportato da Michail Gorbačëv che, però, non fu mai citato nel testo. L'argomentazione era estremamente chiara, con rivendicazioni di grande pragmaticità, spesso in tono minaccioso, come nel passaggio in cui la Romania veniva paragonata all'Africa in quanto alle prospettive di sottosviluppo. Sin dalla prima fase, i sei proclamavano di essere fedeli agli ideali del socialismo per il quale avevano lottato tutta la vita e che erano consapevoli che il loro gesto metteva a rischio la loro libertà e la loro vita. Nella lettera Ceaușescu veniva accusato punto su punto di non rispettare gli Accordi di Helsinki e la costituzione, di portare avanti un progetto errato di riorganizzazione dei villaggi, di vietare gli accordi con i paesi esteri senza alcun supporto legale, di ricostruire il centro storico di Bucarest (che portò alla costruzione dell'imponente Palazzo del Parlamento) senza trasparenza sul budget, di utilizzare la Securitate per scopi personali di intimidazione e non per proteggere l'ordine socialista contro le classi dominanti. I firmatari si dichiaravano preoccupati dell'istituzione dei lavori forzati, della violazione della corrispondenza postale e del fallimento delle politiche di pianificazione. Esprimevano anche il loro disappunto sulle politiche agrarie, che avevano affamato la popolazione, sull'emigrazione di massa delle minoranze e sul crollo del prestigio internazionale del paese (fatto dimostrato dalla chiusura delle sedi delle ambasciate danese e portoghese). Erano delusi dal deterioramento dei rapporti con gli Stati Uniti e delle relazioni commerciali con i paesi del mercato comune europeo. I dissidenti richiedevano:
1. La rinuncia al progetto di riorganizzazione dei villaggi.
2. Il ripristino delle garanzie costituzionali relative ai diritti dei cittadini.
3. Il divieto all'esportazione dei prodotti alimentari[7].

## Diffusione
Il documento fu immediatamente diffuso l'11 marzo 1989 tramite le emittenti Radio Free Europe, BBC e Voice of America.

## Reazione delle autorità
La seduta del 13 marzo 1989 del Comitato Centrale del PCR ebbe come ordine del giorno la discussione di questo problema. In realtà non ebbe luogo alcun dibattito e parlò quasi esclusivamente il solo Ceaușescu. Al termine della riunione fu stabilito l'inasprimento delle condizioni per le quali i cittadini rumeni potevano entrare in contatto con gli stranieri e la persecuzione dei firmatari per tradimento al paese.
I dissidenti furono interrogati dalla Securitate e ne furono disposti gli arresti domiciliari nelle loro abitazioni o in altre località. Tra l'11 marzo e il 7 maggio 1989 Brucan fu interrogato 51 volte. I rapporti della Securitate indicarono Brucan come un irrecuperabile elemento ostile, agente dell'imperialismo occidentale.
Dalle loro case nell'esclusivo quartiere Primăverii di Bucarest, quattro dei sei furono trasferiti in altre località, mentre altri due vennero arrestati:
- Brucan fu trasferito nel quartiere di Dămăroaia, nella parte nord di Bucarest.
- Mănescu fu trasferito in un bicamere a pian terreno a Chitila, mentre sua figlia fu costretta a trasferirsi a Piatra Neamț.
- Pîrvulescu fu trasferito in un villaggio vicino a Vaslui.
- Bîrlădeanu fu trasferito nel quartiere Vatra Luminoasă, nella parte est della capitale.
- Apostol e Răceanu furono arrestati e detenuti fino alla rivoluzione romena del 1989.

Nonostante le pressioni, la maggior parte dei firmatari non ritirò le proprie dichiarazioni. Successivamente Brucan accusò Apostol di aver ritrattato di fronte alle autorità quanto scritto nella lettera.

## Eredità
Nonostante la mancanza di appoggio popolare, la lettera fu considerata tra i più importanti e influenti atti di opposizione durante il regime, in quanto ruppe lo schema tradizionale di obbedienza e di disciplina nei confronti del partito.
Dopo la rivoluzione romena del 1989, gli autori della lettera furono liberati dagli arresti domiciliari. Alcuni di loro ebbero anche un ruolo di rilevanza politica nei primi anni della Romania post-rivoluzionaria. In particolare, Silviu Brucan rivestì un ruolo di potere al fianco del nuovo presidente Ion Iliescu nel Consiglio del Fronte di Salvezza Nazionale (CFSN), fino alle sue dimissioni nel febbraio 1990. Alexandru Bârlădeanu entrò nel Consiglio del Fronte di Salvezza Nazionale (CFSN) e fu nominato presidente del Senato nel 1990. Corneliu Mănescu fu membro del Consiglio del Fronte di Salvezza Nazionale (CFSN) e presidente della commissione per la politica estera del Senato.
Nel 1998 Apostol pubblicò un libro intitolato Io e Gheorghiu-Dej (in rumeno: Eu și Gheorghiu-Dej), testo riferito ai rapporti tra lo stesso Apostol e l'ex primo ministro e segretario del PCR Gheorghe Gheorghiu-Dej.